# ورنك نجمي
ورنك نجمي (الاسم العلمي:Raja stellulata) (بالإنجليزية: Starry skate)‏ هو نوع من الأسماك يتبع جنس الورنك من الفصيلة الورنكية.